# Kenneth Fredslund Pedersen
Kenneth Fredslund Petersen, né le 24 mars 1965 à Rødding (Danemark), est un homme politique danois, membre des Démocrates danois.

## Biographie
À partir de la fin de ses études secondaires, Kenneth Fredslund Petersen travaille successivement dans l'agriculture, puis comme chauffeur ou comme ouvrier.
Engagé au sein du Parti populaire danois, il est candidat pour le mouvement aux élections législatives de 2015 et de 2019, sans parvenir à remporter de siège,.
En novembre 2017, il est tête de liste de son parti pour les élections municipales à Vejle. Sa liste remporte trois sièges, et il entre au conseil municipal, dont il préside la commission dédiée aux personnes âgées,. De nouveau tête de liste lors des élections de novembre 2021, sa liste ne remporte qu'un seul siège mais il est réélu pour un second mandat.
En août 2022, il annonce quitter le Parti populaire danois, qui traverse alors une crise interne depuis l'élection de Morten Messerschmidt à sa présidence en janvier. Il rejoint quelques semaines plus tard les Démocrates danois, le nouveau parti de l'ancienne ministre libérale Inger Støjberg.
Il est élu député au Folketing sous les couleurs de son nouveau parti lors des élections législatives du 1er novembre. Après le scrutin, il devient le porte-parole du groupe parlementaire des Démocrates danois, sur les transports et les questions liées au Groenland.